# Biscottini di Prosto
I biscottini di Prosto (biscotìn de Prost in dialetto chiavennasco) sono dei biscotti tradizionali di Prosto, frazione del comune di Piuro, in Val Bregaglia.
La ricetta nasce oltre un secolo fa, quando i biscotti venivano preparati in casa in occasione delle feste, in particolare della Festa Patronale Dell'Assunta il 15 agosto. In queste occasioni i biscotti venivano cotti nell'unico forno locale: Il Mulino della famiglia Del Curto, situato in corrispondenza della chiesa del paese.
I biscottini richiedono, come ingredienti, farina, zucchero e soprattutto una grande quantità di burro e possono facilmente essere preparati in casa.
Benché propri della località di Prosto sono considerati un dolce caratteristico dell'intera Valchiavenna e sono serviti alla fine del pasto nei caratteristici crotti della zona.
Sono stati dichiarati un prodotto agroalimentare tradizionale della Lombardia.